# ZBTB7A
ZBTB7A (de l'anglès zinc finger and BTB domain-containing protein A), també anomenada FBI-1 o Pokemon, és una proteïna que pertany a la família dels factors de transcripció que contenen els dominis BTB/POZ i amb dits de zinc. Els dits de zinc reconeixen i s'uneixen a seqüències d'ADN específiques mentre que el domini BTB interactua amb altres proteïnes.
El gen ZBTB7A està contingut a la família de factors de transcripció que codifica la proteïna FBI-1.
L'expressió dels seus gens i de la sintasa d'àcids grassos (FASN) acostuma a trobar-se augmentada en cèl·lules canceroses, per això se'l considera un factor de transcripció proto-oncogènic.
Altres evidències suggereixen que podria estar implicat en l'expressió gènica adipogènica.

## Descripció
FBI-1 és una proteïna constituïda per un total de 584 aminoàcids que pertany a una petita família de factors de transcripció que son codificades per gens que tenen tres membres en humans (ZBTB7A, ZBTB7B, i ZBTB7C). Els tres membres comparteixen un domini d'interacció proteica BTB/POZ a l'extrem amino i un domini d'unió a l'ADN amb dits de zinc semblants a Krüppel a l'extrem carboxil, que li atorguen les seves característiques específiques proporcionant-li un ampli ventall de funcions.
La proteïna forma un homodímer mitjançant una interacció proteïna-proteïna a través dels dominis POZ de l'extrem N-terminal.
La proteïna ZBTB7A està formada per diverses regions i dominis que li permeten dur a terme les seves funcions específiques. Les característiques més importants dels seus principals components estructurals son les següents:
1. Domini BTB/POZ: Aquest domini és una regió hidròfoba molt rica en alfa hèlix. Té una gran importància en la formació de complexes proteics i en la mediació d’interaccions amb altres proteïnes. També pot estar implicat en la regulació de la transcripció.
2. Dits de zinc C2H2: ZBTB7A té diversos dominis de dit de zinc C2H2. Aquests dominis són regions que, com el seu nom indica, es pleguen conformant una estructura en forma de dit i es troben estabilitzades per ions de zinc. S’uneixen a seqüències d’ADN específiques i juguen un paper important en la regulació de l'expressió gènica.
3. Regió de repressió: La proteïna ZBTB7A conté una regió que és capaç d’actuar com a repressor de la transcripció, és a dir, pot ajudar a silenciar l'expressió d’alguns gens determinats.
4. Regió d'interacció amb altres proteïnes: Aquesta proteïna pot interactuar amb altres factors de transcripció i proteïnes per tal de regular la seva activitat i, alhora, influir en diversos processos cel·lulars.

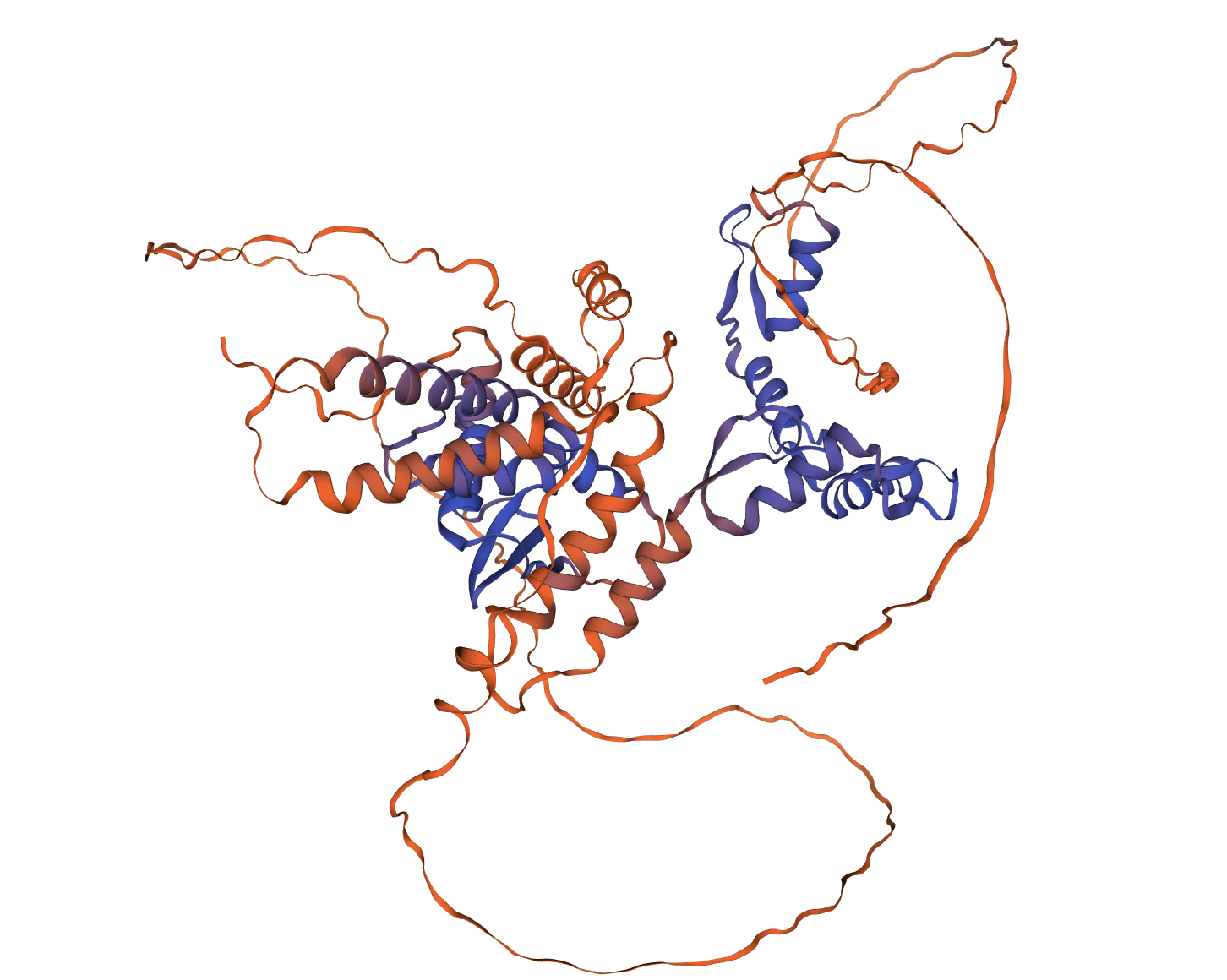
Imatge pròpia de la estructura proteïca quaternària de FBI-1 que es codificat per ZBTB7A.

La proteïna també és coneguda com a FBI (per factor que s'uneix a l'inductor de les transcripcions curtes), LRF (per factor relacionat amb la leucèmia / limfoma), OCZF (per dit de zinc derivat d'osteoclasts), i POKEMON (per factor ontogènic mieloide POK), reflectint les seves funcions polifacètiques.
Tant la seva estructura específica com la seva funció exacta poden variar en relació al context on la trobem i dels gens o proteïnes amb els que interactui.

## Funció
ZBTB7A és un gen que participa en diversos processos biològics fonamentals, com ara la proliferació cel·lular, la diferenciació o el desenvolupament. També participa en l'hematopoesi, en la formació d'adipòcits, condrogènesi, metabolisme cel·lular i apoptosi, reparació del DNA (ADN), desenvolupament d’oligodendròcits i osteoclasts, i resposta a proteïnes desplegades.
Alguns dels processos biològics més rellevants són: 
ZBTB7A té una funció important en la formació dels adipòcits, la diferenciació preadipocitària i la proliferació cel·lular. Per tant, la sobreexpresió d'una proteïna codificada per aquest gen provoca major acumulació de lípids durant la diferenciació. Concretament l’expressió del FBI-1 augmenta gradualment fins a dos dies després de la inducció de la diferenciació adipocitària en les cèl·lules 3T3L1, i la seva expressió disminueix notablement a partir d’aquest moment. A més a més, quan es sobreexposa FBI-1 en aquestes cèl·lules provoca una major acumulació de lípids durant la diferenciació. Amb aquestes observacions s’ha pogut suggerir que pot ser important en la diferenciació dels adipòcits, ja que és el responsable d’activar l’expressió de gens adipòcits, incloent-hi també FASN.
Aquest gen està implicat en la diferenciació dels progenitors limfoides B i limfoides T, és a dir, afavoreix la diferenciació cap al llinatge B mitjançant la inhibició de la via de senyalització Notch instructora de les cèl·lules T amb la transcripció específica dels gens diana corresponents.
ZBTB7A que codifica el gen FBI-1 pot tenir un paper, al marge de la seva activitat relacionada amb la transcripció, en la reparació de trencaments de doble cadena d'ADN mitjançant unió d'extrems no homòlegs clàssics (cNHEJ). En resum, és reclutat a llocs de ruptura de doble cadena a l'ADN danyat, interacciona amb el complex de proteïna cinasa dependent de l'ADN i regula directament la seva estabilitat i activitat en la reparació d'aquest.
A més a més, FBI-1 sol unir-se als elements de DNA mitjançant els dominis dels seus dits de zinc i reprimeix la transcripció de dues formes: mitjançant la modificació de l’organització de la cromatina i a través del reclutament directe de factors de transcripció a les regions reguladores dels gens. I amb això ZBTB7A duu a terme funcions genètiques importants:
Està implicat en el canvi entre l'expressió de la globina fetal i adulta durant la maduració de cèl·lules eritroides. La proteïna FBI-1 ho fa mitjançant la interacció amb el complex NuRD, regula la cromatina al gens de la globina fetal per reprimir la seva transcripció.
Diversos estudis i informes sobre la funció de l'FBI-1 van revelar que aquesta proteïna estimula l'activitat Tat del virus de la immunodeficiència humana.

## Interaccions i efectes
El gen ZBTB7A, que es un proto oncogèn que codifica la proteïna FBI-1 que reprimeix diversos gens supressors de tumors per aumentar la divisió cel·lular contrastant la funció de les proteïnes codificades pels gens supressors de tumors, que suprimeixen la divisió cel·lular i, per tant, manté una divisió controlada perquè no sorgeixi cap tumor. Un gen supressor de tumors és un gen que intervé en la replicació cel·lular per mitosi. Codifica una proteïna que fa que la divisió cel·lular s'aturi i es deixi processar per estar segur que no es cometen errors durant la divisió. Si hi ha errors que no es poden solucionar, pot promoure l'apoptosi.
Un dels molts gens dels quals l'expressió està reduïda per la proteïna FBI-1 és el gen del retinoblastoma, també anomenat gen Rb. El gen Rb és un gen supressor de tumors que codifica una proteïna que controla la divisió cel·lular per evitar un creixement excessiu de les cèl·lules. Ho fa inhibint el cicle cel·lular per progressar en la fase de creixement 1 i en la fase de síntesi (fase G1 i S respectivament) fins que la cèl·lula estigui preparada i hagi de dividir-se. La proteïna Rb actua com a inhibidora i quan la cèl·lula ha de dividir-se, la proteïna es fosforilada convertint-la en pRb i inactivant-la, permetent el cicle cel·lular a progressar. A més, també funciona com a reclutador de diversos enzims remodeladors de la cromatina, per exemple metilases i acetilases per controlar l'expressió d'altres gens implicats en la divisió cel·lular.
La proteïna FBI-1 suprimeix el gen Rb unint-se als quatre elements rics en GC- a la regió promotora del gen Rb, que també s'anomenen (FRE) i, en el gen, es troben en el parell de bases (bp, de l'anglès base pair) -308 a -188, fent que el factor de transcripció no pugui unir-se correctament. A més, la regió promotora de Rb també té dos llocs d'unió Sp1 per al factor de transcripció Sp1, que és el factor de transcripció que inicia la transcripció del gen Rb i també s'uneix al FRE3 (bp-244 a -236), que s'ha trobat que és un lloc d'unió a Sp1. Aquests llocs d'unió s'anomenen GC-box 1 a bp-65 a –56 i GC-box 2 a bp-244 a -236 i el gen FBI-1 s'uneix a la GC-box 2. Això fa que l'FBI-1 no només s'uneixi a la regió promotora, sinó que també competeixi amb el factor de transcripció unint-se a la caixa GC 2 i FRE3, inhibint encara més l'expressió, ja que el Sp1 no pot unir-se. La proteïna FBI-1 redueix l'expressió i, per tant, la transcripció amb el seu virus de la verola i el domini del dit de zinc (domini POZ). El que fa el domini POZ de l'FBI-1 és reclutar complexos co-repressors-histones desacetilases. Aquests complexos, com el seu nom indica, desacetilen les histones H3 i H4 en el promotor del gen Rb, el que fa que la regió promotora del gen s'hipoacetili, donant lloc a un embolcall més estret del gen al voltant de les histones que també condueix a una menor expressió. L'acetilació i desacetilació d'histones és quan s'afegeix o elimina respectivament un grup acetil dels residus de lisina del N-terminal de las histones i és un procés que influeix en l'expressió gènica com es veu amb el gen Rb, que són causats per acetiltransferases d'histones o desacetilases d'histones. (El grup acetil s'afegeix del coenzim acetil A i quan s'elimina s'afegeix de nou al coenzim.)
S'ha demostrat que ZBTB7A també interacciona, entre d'altres, amb el gen BCL6.

## Experiments
El gen ZBTB7A codifica un supressor tumoral, la proteïna FBI-1, que com té un paper en l'expressió gènica i a més a més, en el control del cicle cel·lular.
Quan un gen supressor de tumors muta, es produeix un canvi en la seqüència de bases en l'ADN. Això fa que la proteïna que codifica aquest gen sigui defectuosa, perquè la seqüència d'aminoàcids no és la mateixa que en la proteïna funcional a causa dels canvis en la seqüència d'ADN que codifica l'ARNm d'aquesta proteïna. Si es modifica la seqüència d'aminoàcids, és a dir, l'estructura primària de la proteïna, llavors l'estructura terciària de la proteïna serà diferent de l'estructura terciària de la proteïna funcional i la funció d'aquesta proteïna no es durà a terme.
En aquest cas l'estructura terciària de l'FBI-1 canvia a causa d'una mutació del gen ZBTB7A, que es produeix ales regions dels dits de zinc i que no pot dur a terme la seva funció de controlar el cicle cel·lular contrarestant els protooncogens i que condueix a una divisió cel·lular descontrolada perquè l'expressió gènica protooncogènica no s'inhibeix en cap moment i la cèl·lula prolifera descontrolada, cosa que condueix a la formació d'un tumor.
Un estudi sobre la genòmica del càncer indica la pèrdua genètica d'una regió cromosòmica que conté ZBTB7A durant la progressió de diversos càncers humans. Després de la descoberta que l'expressió reduïda d'aquest gen en càncers humans, es va plantejar una hipòtesi per si hi hauria mecanismes per la inactivació de ZBZB7A. En l'experiment, primer es van extreure dades del genoma humà on hi havia mutacions del gen ZBTB7A, especialment dins del domini del dit de zinc (s'ha de destacar que la gran quantitat de mutacions dins del dit de zinc sembla exclusiu d'aquest gen ja que no es troba cap altre patró de mutacions semblant dins de la família POK), les mutacions del gen feien que aquest deixés de funcionar correctament. També es va comprovar que les cèl·lules canceroses que tenien aquestes mutacions dins del dit de zinc de ZBTB7A mostraven una taxa molt elevada de glucòlisi i proliferació.
Per avaluar l'activitat de les mutacions de ZBTB7A, es va utilitzar un indicador de luciferasa impulsat pel promotor del gen diana ZBTB7A per avaluar l'activitat dels mutants ZBTB7A.
Entre els diferents tipus de càncer, el càncer colorrectal va tenir la taxa de mutació de ZBTB7A més alta.
També es van investigar altres mecanismes alternatius que podien provocar la pèrdua de la funció de ZBTB7A.
Per determinar si els mutants de ZBTB7A amb canvis en els seus dominis de dits de zinc poden unir-se a l'ADN del promotor del gen diana, duem a terme un experiment mitjançant la immunoprecipitació de cromatina. La disminució de la unió al promotor es va correlacionar directament amb la disminució en la capacitat d'aquests mutants amb dominis de dits de zinc per reprimir la transcripció. Això confirma que l'habilitat de suprimir la transcripció depèn de la unió a l'ADN a través dels dominis de dits de zinc.